# Nuria Velasco
Nuria Velasco Pardo (Lérida, 2 de marzo de 1985) es una ex gimnasta rítmica española que compitió en la modalidad de conjuntos, siendo olímpica en Atenas 2004, donde logró la 7.ª plaza y el diploma olímpico. Posee además varias medallas en pruebas de la Copa del Mundo y otras competiciones internacionales.

## Biografía deportiva

### Inicios
Se inició en la gimnasia rítmica con 6 años de edad en el Club Patricia Veet de Lérida. A los pocos meses la federaron y con 7 años participó en el Campeonato de España de Conjuntos en 1992, celebrado en Málaga, obteniendo el 4.º puesto en manos libres, el 9.º en pelotas y el 8.º en la general de la categoría alevín. Desde entonces competiría en numerosos Campeonatos de España tanto en modalidad de conjuntos como en individual. En el Campeonato de España de Conjuntos de Gijón en 1993 fue 4.ª en alevín, y en 1994, en la misma categoría, medalla de plata. En el Campeonato de España de Conjuntos de 1995 en Murcia fue 12.ª en categoría infantil, y para 1996, también como infantil, fue medalla de bronce en el Campeonato de España de Conjuntos de Alicante. En 1997, nuevamente en infantil, en el Campeonato de  España Individual por Equipos en Gijón fue 7.ª en cuerda, y posteriormente fue 5.ª en el Campeonato de España de Conjuntos en Sevilla. Ya como júnior, en 1998 fue 18.ª en el Campeonato de España Individual, y posteriormente logró la 5.ª plaza en el Campeonato de España de Conjuntos en Zaragoza.
En 1999 fue escogida para formar parte del A.G.R. Catalunya (conocido como selección catalana), entrenando en el CAR de Sant Cugat, con el que siguió compitiendo en modalidad de conjuntos e individual, aunque en esta modalidad salía con el nombre de su club. En el CAR fue entrenada por Berta Veiga. Ese año, en el Campeonato de España Individual de Leganés fue 13.ª como júnior, y en el Campeonato de España de Conjuntos en Valladolid fue oro en la general y en las finales por aparatos con el A.G.R. Sensilis Catalunya. En el Campeonato de España Individual de 2000, disputado en Córdoba, fue oro por equipos, plata en el concurso general, oro en cuerda y bronce tanto en aro como en mazas, todo ello nuevamente en categoría júnior. En 2000, en el Campeonato de España de Conjuntos disputado en Málaga, fue oro en la general y en la final de mazas y pelotas con el A.G.R. Catalunya.
En 2001, tras el Campeonato de España Individual de Valencia, donde compitió en primera categoría logrando el 9.º puesto en el concurso general y el 8.º puesto en cuerda, empezó a entrenar bajo las órdenes de Iratxe Aurrekoetxea, después de que Berta Veiga dejase el CAR. Con Iratxe estuvo 4 meses, hasta que Nuria fue convocada por la selección española.

### Etapa en la selección nacional
El 2 de febrero de 2002 se incorporó a la selección nacional de gimnasia rítmica de España en la modalidad de conjuntos. Entrenó desde entonces una media de 8 horas diarias en el Centro de Alto Rendimiento de Madrid a las órdenes primero de Rosa Menor y Noelia Fernández y desde 2004 de Anna Baranova y Sara Bayón.
Inicialmente entró como titular en un aparato, participando en el Trofeo Sant Petersburg Pearls, donde logró un 2.º puesto. Sin embargo, una lesión de rodilla le impidió participar en el Campeonato Mundial de Nueva Orleans, siendo la primera lesión grave de su carrera. Después de la recuperación y tras las vacaciones, se incorporó junto a sus compañeras para iniciar la nueva temporada.
Para 2003, Nuria fue titular en los dos ejercicios. En febrero, el conjunto conquistó los 3 oros disputados en el Torneo Internacional de Madeira. En el Trofeo Sant Petersburg Pearls logró 3 bronces. Posteriormente, en el Triangular Internacional de Torrevieja obtiene la plata en el concurso general. En abril de 2003 el conjunto español compitió en el Campeonato de Europa de Riesa, en el que logró el 6.º puesto en el concurso general, el 7.º en 3 aros y 2 pelotas y el 8.º en 5 cintas. En septiembre disputó el Campeonato del Mundo de Budapest, logrando nuevamente el 6.º puesto en el concurso general, y obteniendo así el pase a los Juegos Olímpicos de Atenas 2004. También lograron el 7.º puesto en 3 aros y 2 pelotas, y el 6.º en 5 cintas. El conjunto estuvo integrado a principios de año por Nuria, Sonia Abejón, Blanca Castroviejo, Bárbara González Oteiza, Lara González e Isabel Pagán, aunque Blanca Castroviejo se retiró en mayo, volviendo a la titularidad Marta Linares.
En febrero de 2004, en el Torneo Internacional de Madeira, el conjunto obtuvo 3 medallas de plata. En el Preolímpico de Atenas, celebrado en marzo, logró la 6.ª plaza en el concurso general. En abril de 2004, el conjunto disputó el Volga Magical International Tournament de Nizhni Nóvgorod, una prueba de la Copa del Mundo de Gimnasia Rítmica, donde logró el 4.º puesto en el concurso general, el 5.º en 3 aros y 2 pelotas y el 4.º en 5 cintas. En mayo, en la prueba de la Copa del Mundo disputada en Duisburgo, obtuvo el 4.º puesto tanto en el concurso general como en las finales por aparatos, así como en el concurso general de la prueba celebrada en Varna en julio. En agosto tuvieron lugar los Juegos Olímpicos de Atenas, la única participación olímpica de Nuria. El conjunto español obtuvo el pase a la final tras lograr la 8.ª plaza en la calificación. Finalmente, el 28 de agosto consiguió la 7.ª posición en la final, por lo que obtuvo el diploma olímpico. El conjunto para los Juegos estaba integrado por Nuria, Sonia Abejón, Bárbara González Oteiza, Marta Linares, Isabel Pagán y Carolina Rodríguez. Aunque formaban parte, como suplentes, del equipo nacional aquel año, Lara González y Ana María Pelaz se quedaron fuera de la convocatoria para los Juegos, por lo que su papel se limitó a animar a sus compañeras desde la grada del pabellón ateniense. 

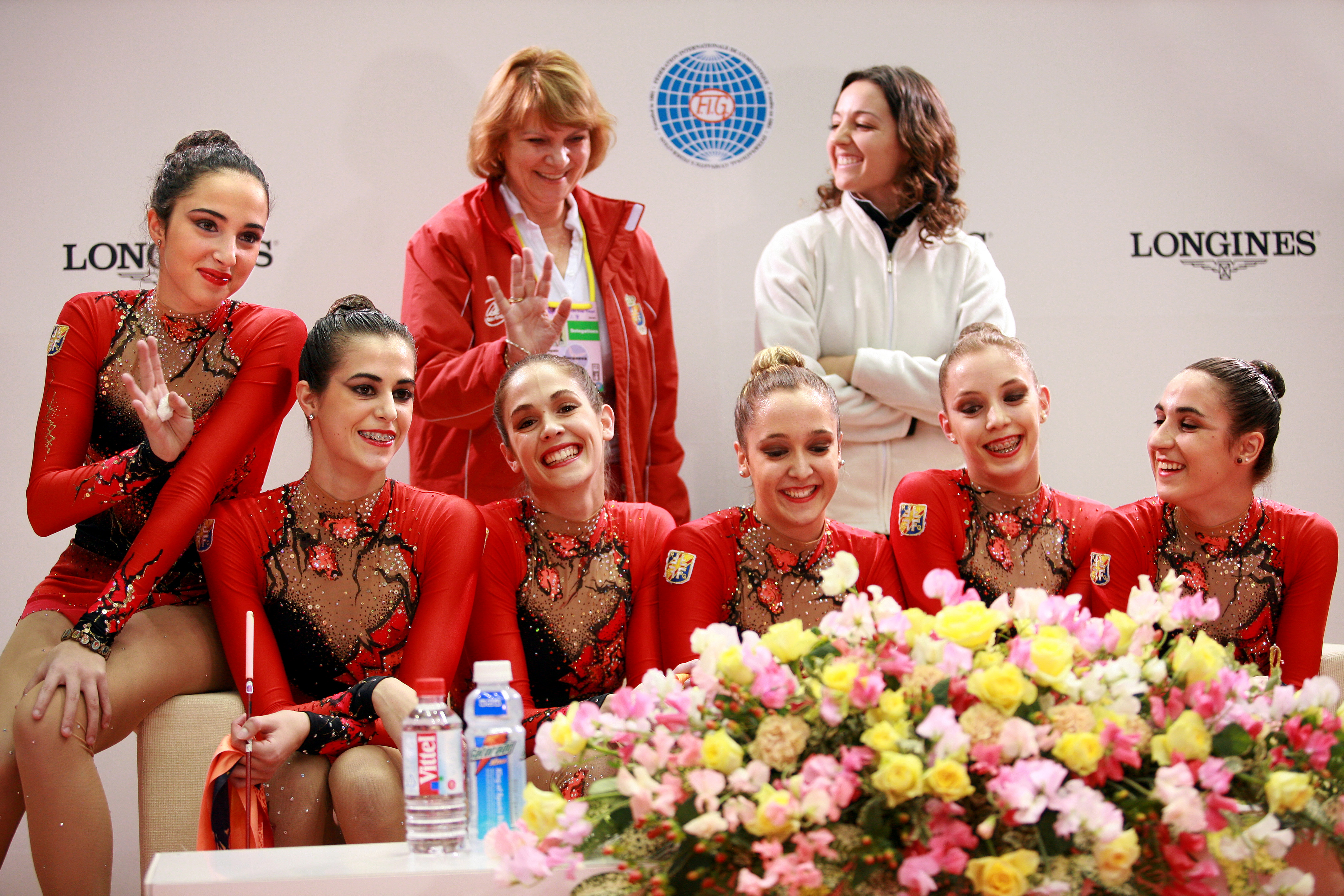
Nuria (primera a la derecha) con el conjunto en la Final de la Copa del Mundo en Mie (2006), su última competición.

Para 2005, la nueva seleccionadora nacional era Anna Baranova, siendo también desde entonces entrenadora del conjunto junto a Sara Bayón. En el Campeonato del Mundo de Bakú, el conjunto obtuvo el 7.º puesto en el concurso general y el 6.º en 3 aros y 4 mazas. El conjunto lo formaron ese año Nuria, Bárbara González Oteiza, Lara González, Marta Linares, Isabel Pagán y Ana María Pelaz.
A principios de marzo de 2006, el conjunto español obtiene 3 medallas de plata en el Torneo Internacional de Madeira. En septiembre, en la prueba de la Copa del Mundo celebrada en Portimão, el conjunto logra el bronce en 5 cintas y la plata en 3 aros y 4 mazas, además del 5.º puesto en el concurso general. Ese mismo mes, en el Campeonato de Europa de Moscú logró el 5.º puesto en el concurso general y el 5.º puesto en la final de 5 cintas. En noviembre el combinado español participó en la Final de la Copa del Mundo en Mie, donde obtuvo el 5.º puesto en 5 cintas y el 8.º en 3 aros y 4 mazas. El conjunto era prácticamente el mismo que el año anterior pero con Violeta González sustituyendo a Marta Linares.

### Retirada de la gimnasia
La Final de Copa del Mundo en Mie en 2006 fue su última competición. En 2007 fue apartada de la titularidad y pasó a ser parte del conjunto suplente, retirándose en junio. El 17 de junio de 2007, en el Campeonato de España Individual disputado en Logroño, se le ofreció un homenaje por su trayectoria deportiva con motivo de su retirada. Este acto sirvió a Nuria como despedida de sus compañeras y del equipo técnico del conjunto nacional. En la actualidad es Técnica de Educación Infantil y es además entrenadora de gimnasia rítmica en el Club Natació Lleida junto a la también exgimnasta Gina Pérez.

## Equipamientos
| Período      | Proveedor  |
| ------------ | ---------- |
| 2002 - 2006  | Li-Ning    |
| 2004 (JJ.OO) | John Smith |
| 2006         | Austral    |

## Música de los ejercicios
| Año         | Aparatos                                 | Música |
| ----------- | ---------------------------------------- | --- |
| 2002        | 5 cintas                                 | Medley de los temas «Panamericana Suite» de Paquito D'Rivera, «New Arrival» de Tito Puente, «Caridad Amaro» de Chucho Valdés, «Afro-Cuban Jazz Suite» de Chico O'Farrill y «Oye cómo viene» de Chano Domínguez, pertenecientes a la banda sonora de Calle 54. |
| 2002        | 3 cuerdas y 2 pelotas                    | «Paisaje español», de Ricardo García. |
| 2003        | 5 cintas                                 | «Paisaje español», de Ricardo García y «Zorro's Theme», de la banda sonora de La máscara del Zorro, compuesta por James Horner. |
| 2003        | 3 aros y 2 pelotas                       | «All That Jazz» del musical Chicago, compuesta por John Kander y Fred Ebb. |
| 2004        | 5 cintas                                 | «Paisaje español», de Ricardo García, «Habanera» de la ópera Carmen de Georges Bizet, y Malagueña de Ernesto Lecuona. |
| 2004        | 3 aros y 2 pelotas (Inicio de temporada) | Temas «Peacemaker» y «Chase» de la banda sonora de El pacificador, compuesta por Hans Zimmer. |
| 2004        | 3 aros y 2 pelotas (JJ.OO. de Atenas)    | Temas «Red Warrior», «Theme» y «Spectres in the Fog», de la banda sonora de El último samurái, compuesta por Hans Zimmer. |
| 2005 - 2006 | 5 cintas                                 | «El conquistador» de Maxime Rodriguez. |
| 2005        | 3 aros y 4 mazas                         | «Camina y ven» de David Bisbal y «Sphynx» de Giampiero Ponte. |
| 2006 - 2007 | 3 aros y 4 mazas                         | «Tristan & Iseult» de Maxime Rodriguez. |

## Palmarés deportivo

### A nivel de club
| 1992 - Campeonato de España de Conjuntos en Málaga 8.º puesto en concurso general (categoría alevín) 4.º puesto en manos libres 9.º puesto en pelota 1993 - Campeonato de España de Conjuntos en Gijón 4.º puesto en concurso general (categoría alevín) Plata en manos libres 4.º puesto en cuerda 1994 - Campeonato de España de Conjuntos en Gijón Plata en concurso general (categoría alevín) Plata en manos libres 7.º puesto en pelota Oro en la final de pelota 1995 - Campeonato de España de Conjuntos en Murcia 12.º puesto en concurso general (categoría infantil) 10.º puesto en manos libres 12.º puesto en pelota 1996 - Campeonato de España de Conjuntos en Alicante Bronce en concurso general (categoría infantil) Bronce en manos libres Bronce en cuerdas y pelotas 1997 - Campeonato de España Individual en Gijón 7.º puesto en cuerda (categoría infantil) - Campeonato de España de Conjuntos en Sevilla 5.º puesto en concurso general (categoría infantil) Bronce en manos libres 5.º puesto en cuerdas | 1998 - Campeonato de España Individual en Barcelona 4.º puesto en cuerda (categoría infantil) Bronce en aro - Campeonato de España de Conjuntos en Zaragoza 6.º puesto en concurso general (categoría júnior) 5.º puesto en la final (5 cintas) 1999 - Campeonato de España Individual en Leganés 10.º puesto en general (categoría júnior) Bronce en aro 4.º puesto en cuerda - Campeonato de España de Conjuntos en Valladolid (con el A.G.R. Catalunya) Oro en concurso general (categoría júnior) Oro en la final (5 cintas) 2000 - Campeonato de España Individual en Córdoba Oro por equipos (categoría júnior) Plata en concurso general Oro en cuerda Bronce en aro Bronce en mazas - Campeonato de España de Conjuntos en Málaga (con el A.G.R. Catalunya) Oro en concurso general (categoría júnior) Oro en la final (4 mazas y 3 pelotas) 2001 - Campeonato de España Individual en Valencia 9.º puesto en concurso general (primera categoría) 8.º puesto en cuerda |

### Selección española
| 2002 - Trofeo Sant Petersburg Pearls Plata en concurso general Resultado en las finales desconocido 2003 - Torneo Internacional de Madeira Oro en concurso general Oro en 5 cintas Oro en 3 aros y 2 pelotas - Trofeo Sant Petersburg Pearls Bronce en concurso general Bronce en 5 cintas Bronce en 3 aros y 2 pelotas - Triangular Internacional de Torrevieja Plata en concurso general - Torneo Internacional de Thiais 7.º puesto en concurso general 7.º puesto en 5 cintas - Campeonato de Europa de Riesa 6.º puesto en concurso general 8.º puesto en 5 cintas 7.º puesto en 3 aros y 2 pelotas - Grand Prix de Sofía 4.º puesto en concurso general Plata en 5 cintas Bronce en 3 aros y 2 pelotas - Campeonato del Mundo de Budapest 6.º puesto en concurso general 6.º puesto en 5 cintas 7.º puesto en 3 aros y 2 pelotas 2004 - Torneo Internacional de Madeira Plata en concurso general Plata en 5 cintas Plata en 3 aros y 2 pelotas - Preolímpico de Atenas 6.º puesto en concurso general - Volga Magical International Tournament / Prueba de la Copa del Mundo en Nizhni Nóvgorod 4.º puesto en concurso general 4.º puesto en 5 cintas 5.º puesto en 3 aros y 2 pelotas - German Rhythmic Gymnastics Open / Prueba de la Copa del Mundo en Duisburgo 4.º puesto en concurso general 4.º puesto en 5 cintas 4.º puesto en 3 aros y 2 pelotas - Prueba de la Copa del Mundo en Varna 4.º puesto en concurso general - Juegos Olímpicos de Atenas 2004 8.º puesto en calificación 7.º puesto en final y diploma olímpico | 2005 - AGF Cup / Prueba de la Copa del Mundo en Bakú 4.º puesto en 5 cintas Bronce en 3 aros y 4 mazas - Grand Prix de Deventer / Alfred Vogel Cup 5.º puesto en concurso general 4.º puesto en 5 cintas 5.º puesto en 3 aros y 4 mazas - Grand Prix de Berlín / Berlin Masters Bronce en concurso general Bronce en 5 cintas Bronce en 3 aros y 4 mazas - Henkel Rhythmic Gymnastics / Prueba de la Copa del Mundo en Düsseldorf 4.º puesto en concurso general 5.º puesto en 5 cintas 4.º puesto en 3 aros y 4 mazas - Campeonato del Mundo de Bakú 7.º puesto en concurso general 6.º puesto en 3 aros y 4 mazas 2006 - Torneo Internacional de Madeira Plata en concurso general Plata en 5 cintas Plata en 3 aros y 4 mazas - Grand Prix de Thiais 5.º puesto en concurso general Resultado en finales desconocido - Prueba de la Copa del Mundo en Génova 6.º puesto en concurso general 10.º puesto en 5 cintas 9.º puesto en 3 aros y 4 mazas - Prueba de la Copa del Mundo en Portimão 5.º puesto en concurso general Bronce en 5 cintas Plata en 3 aros y 4 mazas - Campeonato de Europa de Moscú 5.º puesto en concurso general 5.º puesto en 5 cintas - Final de la Copa del Mundo en Mie 5.º puesto en 5 cintas 8.º puesto en 3 aros y 4 mazas |

## Galería

### Entrenamiento del conjunto nacional en diciembre de 2003

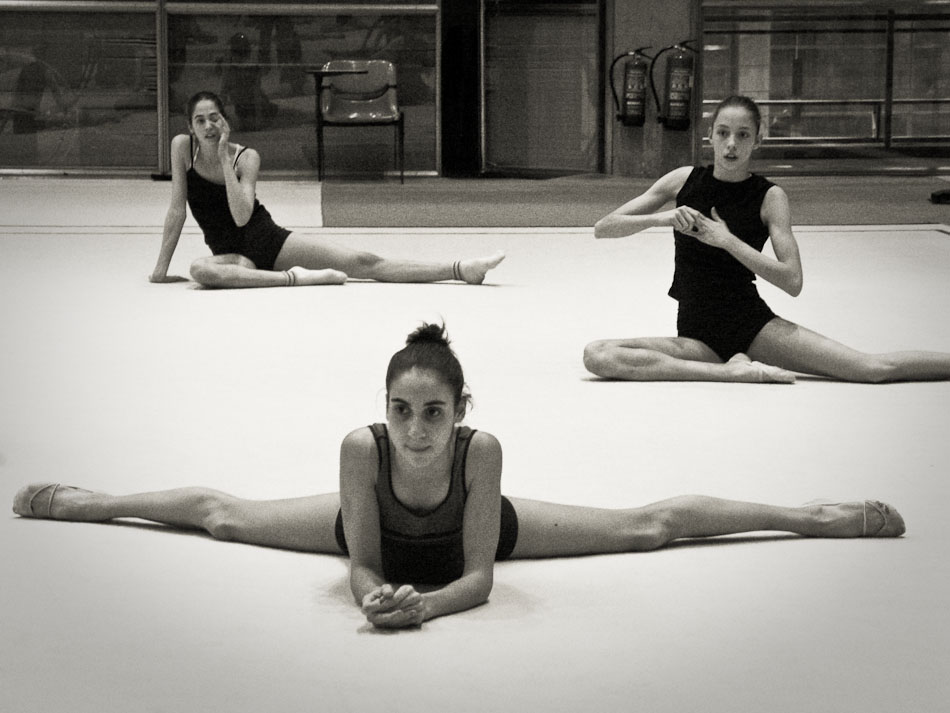
Nuria Velasco (en primer plano) junto a Bárbara González Oteiza (en el fondo a la izquierda) y Ana María Pelaz durante un entrenamiento en el CAR de Madrid en 2003.
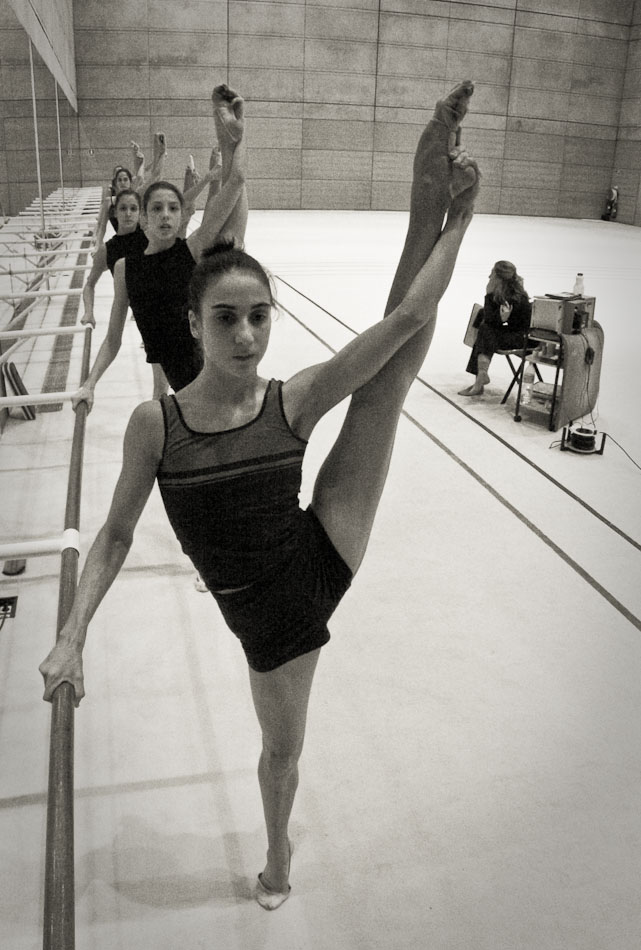
Nuria (en primer plano) junto a otras componentes del conjunto nacional realizando un split o spagat lateral en la barra de ballet.
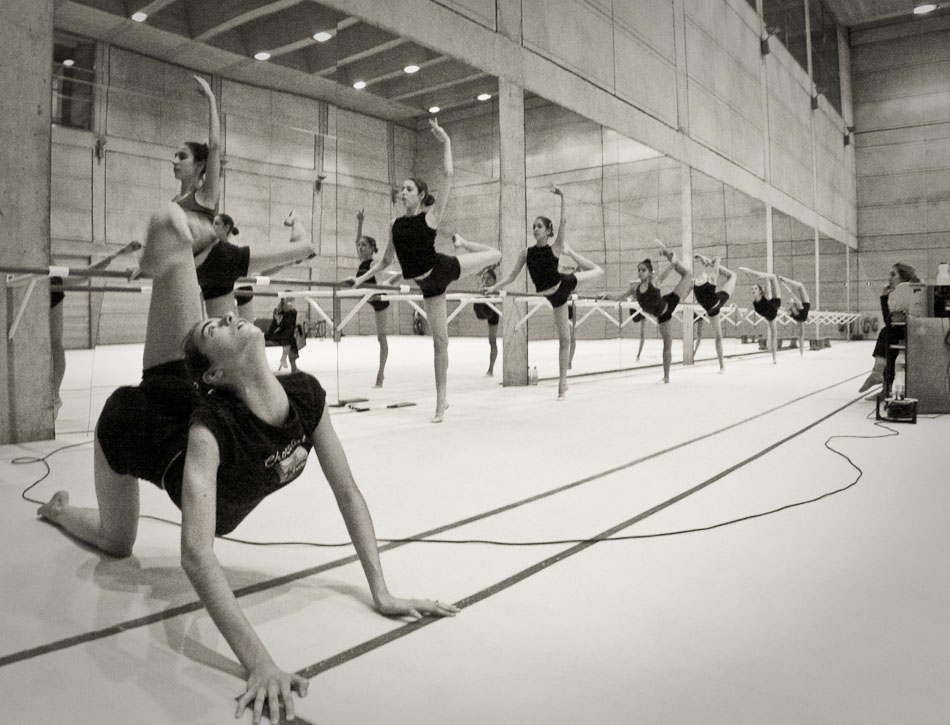
Varias componentes de la selección nacional realizando un equilibrio en posición de attitude.
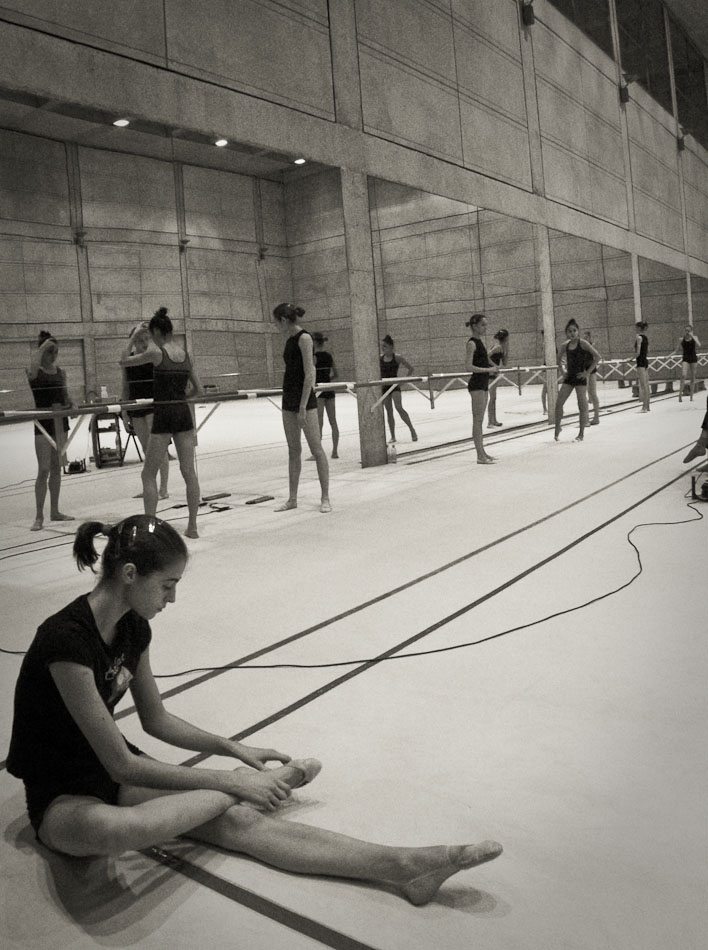
Las integrantes de la selección nacional durante un descanso.
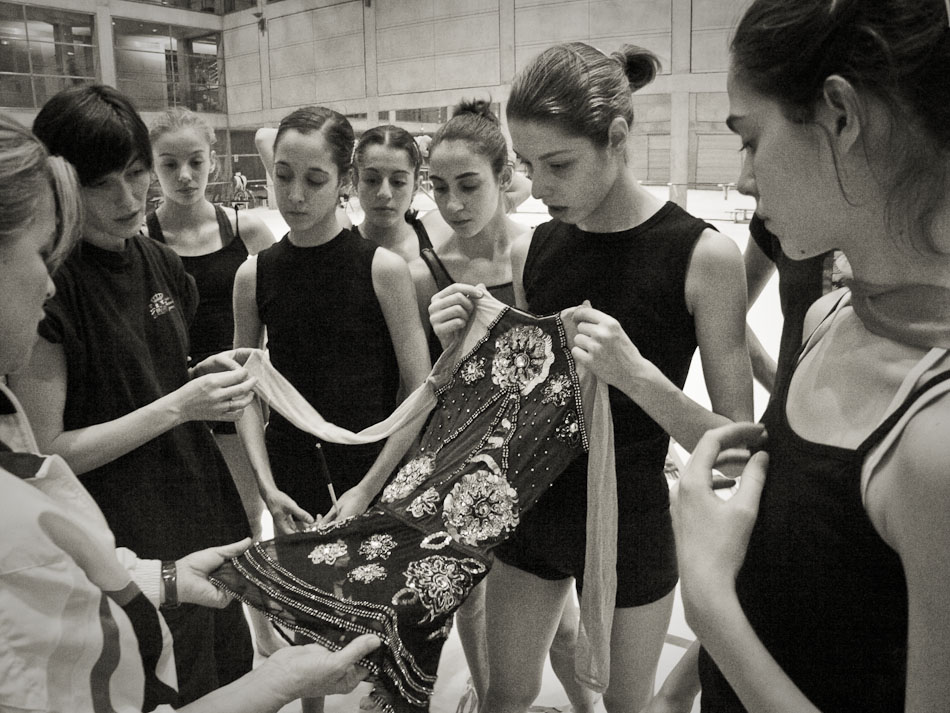
Nuria Velasco (tercera desde la derecha) observando un maillot junto al resto del conjunto y las entrenadoras Rosa Menor y Noelia Fernández.
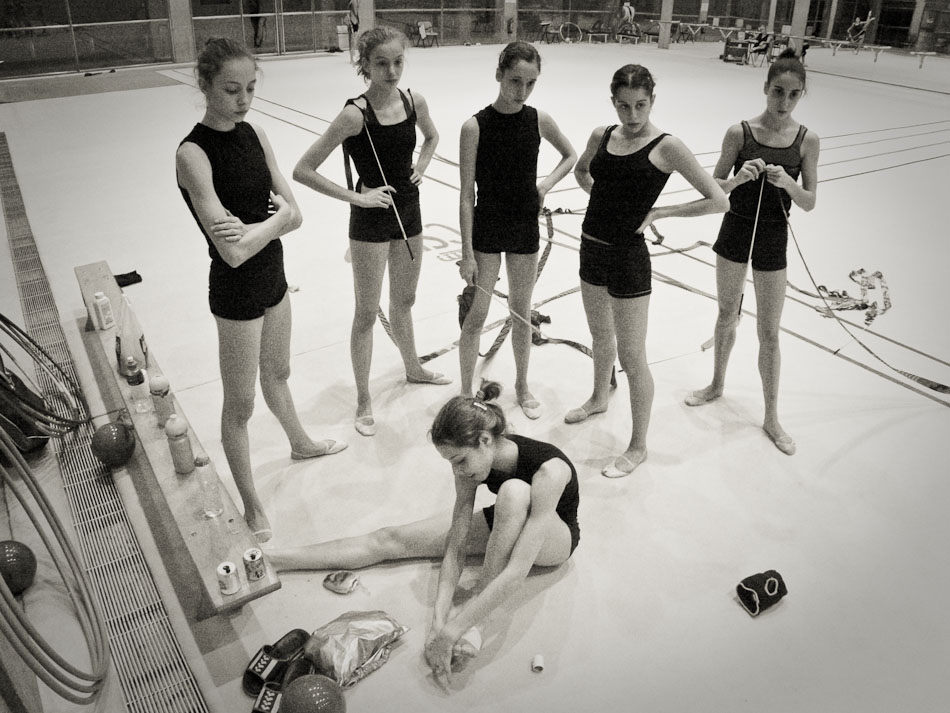
Nuria (primera a la derecha) junto a otras integrantes del conjunto español durante un ensayo del ejercicio de 5 cintas.

## Filmografía

### Programas de televisión
| Programas de televisión | Programas de televisión     | Programas de televisión | Programas de televisión                        |
| Año                     | Título                      | Cadena                  | Notas                                          |
| ----------------------- | --------------------------- | ----------------------- | ---------------------------------------------- |
| 2001                    | Nadal a 3 bandes            | TV3                     | Invitada junto a Almudena Cid y Esther Escolar |
| 2002                    | Escuela del deporte         | La 2 de TVE             | Aparición en reportaje                         |
| 2004                    | El sueño olímpico. ADO 2004 | La 2 de TVE             | Entrevistada en reportaje                      |
| 2007                    | Olímpicos. ADO 2008         | La 2 de TVE             | Aparición en reportaje                         |